# Reginald Grimmer
Reginald Otto Grimmer (* 1. Mai 1926 in Leipzig; † 4. Oktober 1994 in Berlin) war ein SED-Funktionär und von 1968 bis 1971 Vorsitzender des Staatlichen Komitees für Rundfunk der DDR.

## Leben
Grimmer entstammte einer Arbeiterfamilie und machte Anfang der 1940er-Jahre eine Ausbildung zum Dreher. 1943 bis 1945 war er Truppführer beim RAD. Während des Zweiten Weltkriegs leistete er Kriegsdienst, geriet im Mai 1945 als Unteroffizier in sowjetische Kriegsgefangenschaft und arbeitete als Schmelzer, Dreher und Schlosser sowie im Steinbruch. Er besuchte mehrere Antifa-Schulen und wurde im Januar 1949 nach Deutschland in die Sowjetische Besatzungszone entlassen.
Er trat 1949 der Sozialistischen Einheitspartei Deutschlands (SED) und der Freien Deutschen Jugend (FDJ) bei und bekam erste Funktionen in der FDJ-Kreisleitung Leipzig. Von September 1949 bis Juni 1950 war er Sekretär für Agitation und Propaganda der SED-Kreisleitung Leipzig und von Juli 1950 bis Juni 1951 Sektorenleiter in der Abteilung Agitation der SED-Landesleitung Sachsen. Von Juni 1951 bis Dezember 1952 wirkte er als Instrukteur im Sektor Rundfunk und von Dezember 1952 August 1954 als Leiter des Sektors Rundfunk in der Abteilung Agitation des ZK der SED. Von September 1954 bis August 1955 studierte er an der Parteihochschule der KPdSU in Moskau und stieg im Oktober 1955 zum stellvertretenden Leiter der Abteilung Agitation des ZK der SED auf. Im Juli 1962 wurde er Erster  Stellvertreter des Vorsitzenden des Staatlichen Komitees für Rundfunk. Von November 1968 bis Juli 1971 war er als Nachfolger von Gerhart Eisler Vorsitzender des Rundfunkkomitees. Am 21. April 1969 wurde er ebenfalls in Nachfolge von Gerhart Eisler zum stellvertretenden Vorsitzenden des Verbandes der Journalisten der DDR (VDJ) gewählt.
Von Juli 1971 bis Dezember 1988 war Grimmer als Nachfolger von Hans Modrow Sekretär für Agitation und Propaganda der SED-Bezirksleitung Berlin. Anschließend fungierte er als Vorsitzender der Kommission für Traditionsarbeit der SED-Bezirksleitung Berlin. Grimmer war von Mai 1976 (IX. Parteitag) bis April 1981 (X. Parteitag) Kandidat, dann Mitglied der Zentralen Revisionskommission der SED. Außerdem gehörte Grimmer von 1971 bis 1990 der Berliner Stadtverordnetenversammlung an.

## Auszeichnungen
- 1974 Vaterländischer Verdienstorden in Silber und 1979 in Gold
- 1976 Orden Banner der Arbeit Stufe I
- 1986 Ehrenspange zum Vaterländischen Verdienstorden in Gold